# Henry Jackson Society
Die Henry Jackson Society (HJS) ist ein neokonservativer Think Tank mit Sitz in London, Großbritannien.

## Geschichte
Die HJS wurde am 11. März 2005 von Brendan Simms, Alan Mendoza, Gideon Mailer, James Rogers und Matthew Jamison gegründet und ist nach Henry M. Jackson, einem US-Senator der Demokratischen Partei, benannt. Die HJS konzentriert ihre Tätigkeit auf die Außenpolitik.
Im April 2011 schloss sich das Centre for Social Cohesion um Douglas Murray der HJS an.

## Grundsatzerklärungen
Die HJS befürwortet laut eigenen Angaben unter anderem ein starkes Militär von Großbritannien, der USA und den EU-Ländern sowie anderer demokratischer Länder. Des Weiteren steht sie dafür ein, dass man Demokratien fördert und Länder, die noch keine Demokratien sind, dazu bewegt, Demokratien zu werden. Sie befürwortet den Kapitalismus ausdrücklich. Ebenso ist die HJS der Ansicht, dass nur moderne, liberale demokratische Staaten legitim seien und dass der Rest der Welt ihren Idealen nacheifern solle.

## Kritische Betrachtung
Die HJS hat Geldmittel zur Finanzierung von zwei Parlamentariergruppen des britischen Parlaments bereitgestellt, wollte sich dann aber nicht an die üblichen Transparenzvorgaben halten und zog die Unterstützung wieder zurück.
Ebenso wurde die HJS von Lynn Forester de Rothschild verklagt, weil sie ihrer Meinung nach Rechnungen, die im Zusammenhang einer zusammen organisierten Konferenz entstanden seien, nicht bezahlen wollte.
Der Soziologe David Miller kritisierte 2014, die HJS sei in den letzten Jahren vermehrt islamfeindlich aufgetreten und vertrete Ansichten, die charakteristisch für die extreme Rechte seien.
Ein Mitbegründer der Society, Matthew Jamison, zeigte sich 2017 entsetzt über die Praktiken der Society. Er prangerte in einem Post auf LinkedIn, der 2024 vom Guardian rezipiert wurde, verdeckte Einflussnahme in der britischen Politik für die japanische Regierung und gegen China an, er machte Alan Mendoza und besonders Brendan Simms für den Verfall der Organisation verantwortlich. Die Organisation sollte, so Jamison, nie eine islamfeindliche bzw. rassistische gegen Muslime gerichtete Organisation werden, keine bigotte Gruppe und sicher kein Propagandavehikel für ausländische Regierungen, die mit ihr Desinformationskampagnen gegen ihre lokalen Gegner führen. Bedauerlicherweise sei dies aber genau das, wozu die Organisation heute verkommen sei.